# Les nits de la Cabiria
Les nits de la Cabiria o Les nits de Cabiria (títol original en italià: Le notti di Cabiria) és una pel·lícula italiana del 1957 dirigida pel cineasta Federico Fellini.
El drama del director italià tracta sobre la desgraciada vida d'una pobre prostituta de Roma (interpretada per l'esposa de Fellini Giulietta Masina) que, malgrat les seves contínues i constants humiliacions i desenganys soferts per part dels homes, s'aferra encara a la ingènua esperança d'assolir un avenir pròsper i feliç compartit amb l'amor de la seva vida.
Dins la carrera cinematogràfica de Fellini la somiadora i ingènua Cabiria no és més que una versió optimista de Gelsomina, la protagonista de La strada (1954), personatge interpretat també per Masina.

## Argument
Maria Ceccarelli, anomenada “Cabiria”, és una ingènua i desemparada prostituta de Roma que es malguanya la vida a la carretera després que el seu macarra l'ha deixat a l'estacada i escurada un cop li ha pres tots els estalvis fruit de mesos d'explotació sexual.
Malgrat les seves contínues decepcions amb un intent d'assassinat inclòs, Cabiria manté una fe cega per la imminent arribada d'un punt d'inflexió a la seva vida que finalment li ha d'aportar sort i amor. És amb aquesta esperança que la il·lusa Cabiria es topa amb el benestant Alberto, el qual s'acaba de discutir amb la seva parella i s'endú Cabiria cap a casa seva per tal de divertir-se una estona. Això no obstant, quan la ingènua Cabiria ja es començava a fer il·lusions, la parella d'Alberto torna i ella es veu de nou deixada a l'estacada. Cabiria emprèn aleshores un pelegrinatge cap a una Madonna i abatuda confessa a un monjo que ha perdut la fe en Déu.
En un cabaret als afores de Roma Cabiria és invitada a pujar al cim de l'escenari per ser hipnotitzada per un il·lusionista, que li fa revelar públicament els seus sentiments més íntims mentre el públic es burla despietadament d'ella. En acabar la funció Oscar D'Onofrio, fent-se passar per un comptable, s'interessa per la il·lusa Cabiria i li fa una proposició de matrimoni. Ella, convençuda d'haver trobat finalment l'home de la seva vida, ven precipitadament la seva destatalada casa per tal d'anar-se'n de viatge amb el seu amor. Però quan la parella arriba a un barranc, Cabiria s'adona que novament ha estat víctima d'un engany i que l'únic propòsit d'Oscar és robar-li tots els estalvis després d'haver-la tirat al barranc. La desesperada i abatuda Cabiria entrega a Oscar la bossa de mà plena amb tots els seus estalvis i es rebolca seguidament a terra, abatuda i presa d'un atac de nervis.
Després del malaurat incident, la solitària Cabiria retorna a Roma i pel camí fa coneixença amb un grup de vagabunds que li faran companyia i li donaran noves forces per afrontar amb un somriure la seva trista i dura vida.

## Repartiment
- Giulietta Masina - Cabiria Ceccarelli
- François Périer - Oscar D'Onofrio
- Franca Marzi - Wanda
- Dorian Gray - Jessy
- Aldo Silvani - Il mago
- Ennio Girolami - Amleto, "il magnaccia"
- Mario Passante - Lo storpio alla processione
- Amedeo Nazzari - Alberto Lazzari

## Premis
Giulietta Masina va obtenir el premi a la millor actriu al Festival de Canes de 1957. El mateix any, Massina va obtenir el premi a la millor actriu del Festival Internacional de Cinema de Sant Sebastià. Als premis italians David di Donatello, Dino De Laurentiis i Fellini van ser premiats per la millor producció i per la millor direcció, respectivament.
El 1958 Les nits de la Cabiria va obtenir l'Oscar a la millor pel·lícula de parla no anglesa, després que l'any anterior Fellini ja havia triumfat també amb La Strada. El Sindicat Nacional de Periodistes Cinematogràfics Italià va premiar la cinta amb els premis a la millor actriu (Giulietta Masina), millor director (Federico Fellini), millor producció (Dino De Laurentiis) i millor actriu secundària (Franca Marzi).
El 1959 Les nits de la Cabiria va ser nominada pels premis BAFTA en les categories de Millor pel·lícula i Millor actriu estrangera (Giulietta Masina). També pels Premis Sant Jordi de Cinematografia la pel·lícula va guanyar en les categories Millor actriu estrangera (Giulietta Masina), Millor director estranger (Federico Fellini), Millor pel·lícula estrangera (Federico Fellini) i Millor guió estranger (Ennio Flaiano, Tullio Pinelli, Pier Paolo Passolini).

### Palmarès[3]
- Festival de Canes de 1957: premi a la millor actriu, Giulietta Masina; Premi OCIC – Menció especial, Federico Fellini; 1957.
- Premis italians David di Donatello: David, Millor director, Federico Fellini; Millor producció, Dino De Laurentiis; 1957.
- Festival Internacional de Cinema de Sant Sebastià: Premi Zulueta, Millor actriu, Giulietta Masina; 1957.
- Premis Oscar: Oscar, Oscar a la millor pel·lícula de parla no anglesa, Itàlia; 1958.[4]
- Sindicat Nacional de Periodistes Cinematogràfics Italià: Cinta de Plata, Millor actriu, Giulietta Masina; Millor director, Federico Fellini; Millor productor, Dino De Laurentiis; Millor actriu secundària, Franca Marzi; 1958.
- Premi Sant Jordi de Cinematografia, Barcelona: Sant Jordi, Millor actriu estrangera, Giulietta Masina; Millor director estranger, Federico Fellini; Millor pel·lícula estrangera, Federico Fellini; Millor guió estranger, Ennio Flaiano, Tullio Pinelli i Pier Paolo Pasolini; 1959.